# خانه فرشته (فیلم ۱۹۵۷)
خانه فرشته (اسپانیایی: La Casa del ángel‎) یک فیلم درام به کارگردانی لئوپولدو توره نیلسون است که در سال ۱۹۵۷ منتشر شد. از بازیگران آن می‌توان به آلخاندرو ری و لاوتارو موروا اشاره کرد.
این فیلم به رقابت‌های جشنواره فیلم کن ۱۹۵۷ راه یافت.